# Узри ворона
«Узри ворона» (англ. Face the Raven) — десятая серия девятого сезона британского научно-фантастического телесериала «Доктор Кто». Премьера серии состоялась 21 ноября 2015 года на канале BBC One. Серия примечательна редкой гибелью спутника, в этом случае Клары Освальд, чего ещё не происходило с момента возвращения сериала в 2005 году, исключая только Эми и Рори, так как они умерли своей смертью. 
В этом эпизоде состоялось возвращение Джойвана Уэйда в роли Ригси из серии восьмого сезона «Плоскость», а также персонажа Мэйси Уильямс, впервые появившегося в серии «Девочка, которая умерла».

## Синопсис
Доктор и Клара вместе со своим старым приятелем Ригси оказываются в сказочном инопланетном мире, сокрытом на улице в сердце Лондона. В нём нашли убежище одни из самых ужасных созданий во Вселенной… а также Эсхильда. Нарушителям был вынесен смертный приговор, и не всем из них суждено выбраться живыми.

## Сюжет
Проснувшись однажды утром, Ригси обнаруживает у себя на шее странную татуировку с обратным отсчётом. При этом он не помнит событий предыдущего дня, а данные в его мобильном телефоне за прошедшие сутки уничтожены. С помощью номера телефона ТАРДИС, данного ему Кларой, Ригси обращается к ней с Доктором за помощью. Просканировав Ригси, Доктор выясняет, что тот контактировал с пришельцами, а также, что когда обратный отсчёт достигнет нуля, Ригси умрёт. Все трое отправляются на поиски улицы-ловушки, где могут скрываться инопланетяне.
Обнаружив нужную улицу, они попадают в засаду, устроенную несколькими пришельцами. Те используют систему маскировки, чтобы принимать человеческий облик, а также скрыть улицу от обычных людей. Предводителем пришельцев является старая знакомая Доктора и Клары — Эсхильда, взявшая себе титул мэра. Она объясняет, что живущие здесь инопланетяне — беженцы, а Ригси был приговорён к смерти за то, что убил Ану, женщину-януса. Тату на шее Ригси — это хронозамок, носитель которого становится мишенью для квантовой тени, принимающей форму ворона, и по истечении обратного отсчёта будет убит. Доктор и Клара верят, что Ригси подставили, и Эсхильда позволяет им начать расследование, но говорит, что им необходимо убедить жителей в невиновности Ригси, дабы сохранить хрупкое перемирие между различными видами инопланетян, поселившихся на улице.

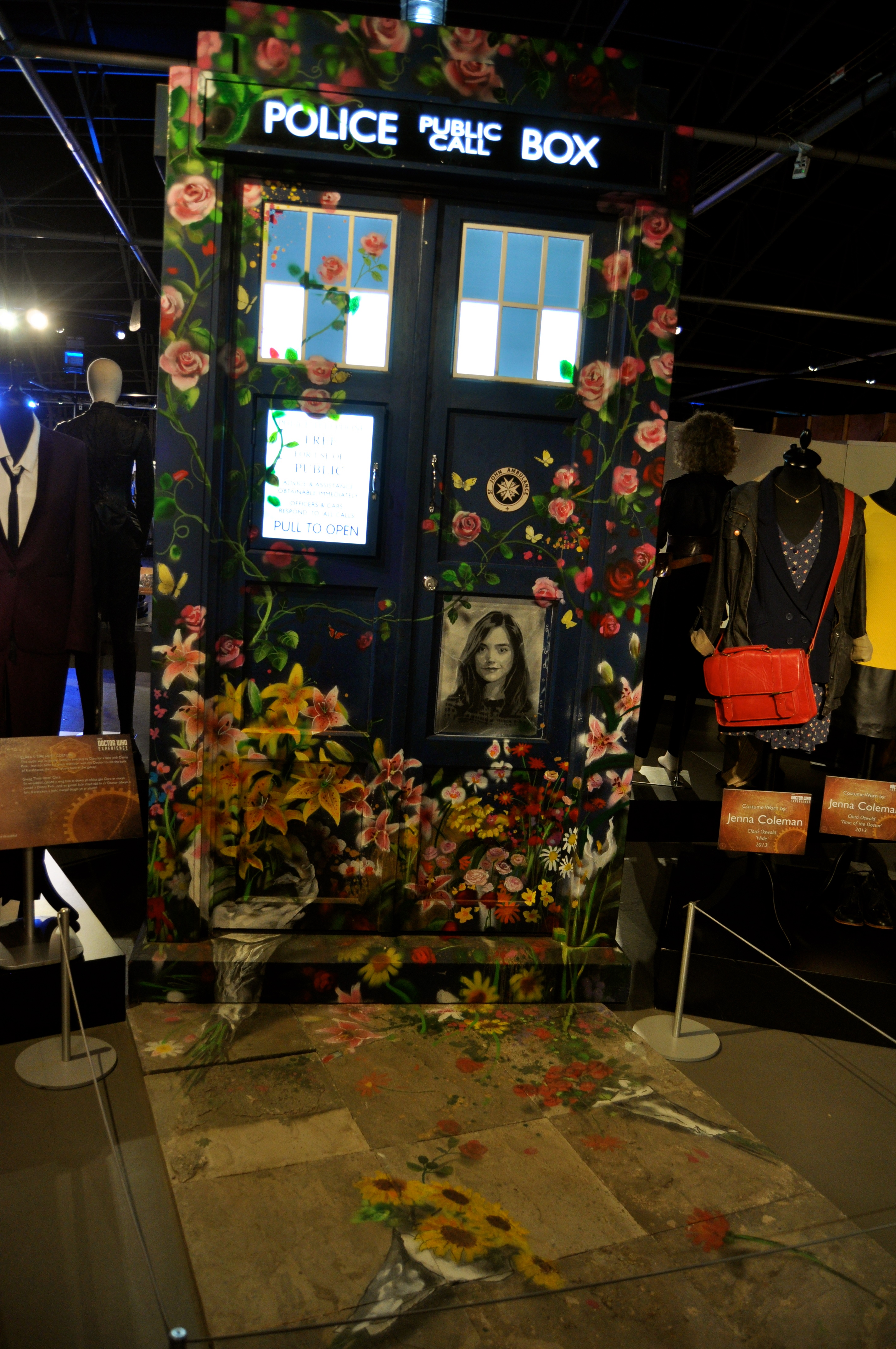
Разрисованная ТАРДИС на выставке Doctor Who Experience

Клара выясняет, что хронозамок может быть убран тем, кто его поставил, либо с согласия передан другому. Полагая, что находится в безопасности, поскольку Эсхильда лично гарантировала ей свою защиту, Клара убеждает Ригси передать ей хронозамок. С помощью Анасон, дочери Аны, имеющей способность видеть прошлое и будущее, становится известно, что Эсхильда придумала загадку с целью заманить Доктора к себе. Доктор выясняет, что тело Аны содержится в камере стазиса, которую можно деактивировать, воспользовавшись замочной скважиной на панели управления. Он предполагает, что его ключ от ТАРДИС подойдёт, и вставляет его туда, временно угодив в ловушку. Высвободив руку, Доктор обнаруживает на ней металлический браслет, в то время как Ана выпущена из своей камеры, целая и невредимая. Тут появляется Эсхильда и объясняет, что браслет — это телепорт, предназначенный отослать Доктора прочь с целью сохранить перемирие на улице, а также забирает у Доктора его исповедальный диск. Когда Эсхильда собирается убрать хронозамок у Ригси, становится известно, что тот был передан Кларе. Эсхильда сообщает, что у неё был контракт с квантовой тенью, разорвать который может только она, и тогда никому не придётся умирать. Забрав хронозамок, Клара нарушила условия сделки, и теперь ничто не сможет её спасти.
В ярости Доктор угрожает Эсхильде с целью заставить её спасти Клару, но Клара его отговаривает. Проводя последние минуты своей жизни рядом с Доктором, Клара предупреждает, что теперь он останется один, и она не хочет, чтобы он за неё мстил, заставляя его пообещать, что никому не придётся страдать от последствий её действий. Душераздирающе попрощавшись с Доктором, Клара выходит на улицу, чтобы встретить ворона в одиночестве, и умирает на глазах у Доктора. Он объясняет Эсхильде, что последняя воля Клары предназначалась, чтобы защитить её, и предупреждает больше не попадаться у него на пути. Эсхильда активирует телепортирующий браслет, отправляя Доктора в неизвестное место.
В сцене после титров Ригси разрисовывает цветами брошенную ТАРДИС в память о Кларе.

## Съёмки
Серия вошла в пятый съёмочный блок. Читка сценария состоялась 28 мая 2015 года. Съёмки проходили с 8 по 25 июня 2015 года.